# Mitologia sã
Mitologia sã se refere às práticas cúlticas dos povos sãs do sul da África, cujos princípios parece ser comuns a todos os povos coissãs, ou seja, a família a qual pertencem.